# Andrew Hutchinson
Andrew Hutchinson (ur. 24 marca 1980 w Evanston, Illinois) – amerykański hokeista. Reprezentant Stanów Zjednoczonych.

## Kariera
- USNTDP Juniors (1997–1998)
- U.S. National U18 Team (1997–1998)
- Michigan State University (1998–2002)
- Milwaukee Admirals (2002–2005)
  -  Toledo Storm (2002–2005)
  -  Nashville Predators (2003–2004)
- Carolina Hurricanes (2005–2007)
- Hartford Wolf Pack (2007–2008)
- Norfolk Admirals (2008)
- Tampa Bay Lightning (2008)
- Dallas Stars (2008–2009)
- Texas Stars (2009–2010)
- Wilkes-Barre/Scranton Penguins (2010–2011)
  -  Pittsburgh Penguins (2010)
- Barys Astana (2011–2013)
- EV Zug (2013–2014)
- KHL Medveščak Zagrzeb (2014-2015)

Od lipca 2011 zawodnik kazachskiego klubu Barys Astana. W maju 2012 przedłużył kontrakt z klubem o rok. Od lipca 2013 zawodnik szwajcarskiego klubu EV Zug. Od maja 2014 do maja 2015 zawodnik chorwackiego klubu.
Uczestniczył w turnieju mistrzostw świata w 2007.
W zespole Norfolku, Tampa Bay i w Barysie wraz z nim występują jego rodacy: Brandon Bochenski (od 2011) i Mike Lundin (od 2013).

## Sukcesy
Klubowe

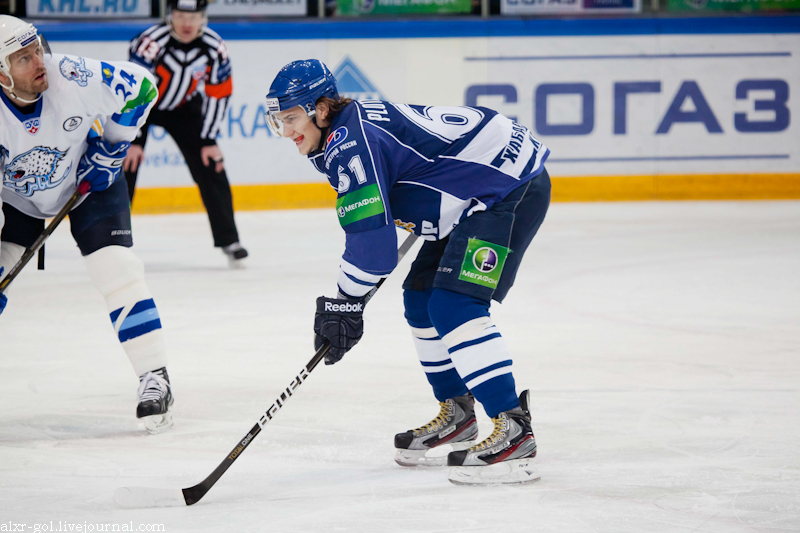
Andrew Hutchinson (z lewej) w barwach Barysu Astana (2011). Pośrodku Siergiej Płotnikow (Amur Chabarowsk)

- Mistrzostwo NCAA (CCHA): 2000, 2001 z Michigan State Univ.
- Mistrzostwo dywizji AHL: 2004 z Milwaukee Admirals
- Mistrzostwo konferencji AHL: 2004 z Milwaukee Admirals
- Norman R. „Bud” Poile Trophy: 2004 z Milwaukee Admirals
- Puchar Caldera: 2004 z Milwaukee Admirals
- Mistrz Dywizji: 2006 z Carolina Hurricanes
- Mistrz Konferencji: 2006 z Carolina Hurricanes
- Puchar Stanleya: 2006 z Carolina Hurricanes

Indywidualne
- Sezon NCAA (CCHA) 2000/2001:
  - Najlepszy defensywny obrońca
- Sezon AHL (2007/2008):
  - Eddie Shore Award - nagroda dla najlepszego obrońcy
  - Skład gwiazd turnieju
- Sezon AHL (2009/2010):
  - Pierwsze miejsce w klasyfikacji strzelców wśród obrońców w fazie play-off: 5 goli
  - Piąte miejsce w klasyfikacji asystentów wśród obrońców w fazie play-off: 11 asyst
  - Trzecie miejsce w klasyfikacji kanadyjskiej wśród obrońców w fazie play-off: 16 punktów
- Sezon KHL (2011/2012):
  - Czwarte miejsce w klasyfikacji strzelców wśród obrońców w fazie play-off: 3 gole
  - Najlepszy obrońca - ćwierćfinały konferencji